# Carga viral indetectable (VIH)
El concepto carga viral indetectable se utiliza, en el caso de la infección por el virus de la inmunodeficiencia humana (VIH),  para indicar que la cantidad de virus en la sangre de una persona está por debajo del límite de la detección de la prueba o análisis de laboratorio que se utiliza para determinar la carga viral. La carga viral de una persona que vive con VIH se considera “indetectable de forma prolongada” cuando se mantiene en ese estado al menos durante seis meses después de haber obtenido ese resultado en la prueba correspondiente por primera vez. La cantidad de copias de virus que debe tener cada paciente para que sea considerada indetectable varía según el tipo de análisis que se realice, actualmente la mayoría de éstos tienen un límite de detección de 20-40 copias/ml, pero aún existen otros métodos más antiguos y menos precisos que usan un límite de detección mayor y que puede llegar a ser de 500 copias/ml.
La carga viral indetectable se produce luego de cada paciente lleva adelante una terapia antirretroviral adecuada y consistente. Los medicamentos antirretrovirales (ARV) pueden reducir considerablemente la concentración de la carga viral de una persona para que llegue a un nivel indetectable; sin embargo, eso no significa que la persona esté curada: aunque no se puedan detectar suficiente copias/ml las mismas no son erradicadas completamente ya que el virus puede quedar latente en diversos reservorios, dentro de algunas células de tejidos del cuerpo. Aunque la persona tenga carga viral indetectable siempre debe seguir con sus controles médicos y de laboratorio, según se le haya indicado.

## Investigaciones y resultados
Estudios observacionales, prospectivos y multicéntricos, realizados por un grupo de investigadores de distintas partes del mundo, denominados "Partner 1" y "Partner 2" demostraron que cuando una persona que vive con VIH, hace su tratamiento sin interrupciones y tiene carga viral indetectable por al menos seis meses y continúa con un tratamiento antirretroviral, no puede transmitir el virus por la vía sexual. Este estudio se realizó entre 2006 y 2017 con más de mil parejas serodiscordantes, es decir, donde una de las dos personas tenía VIH y la otra no.
El primero de los estudios, "Partner 1" tomó una población de parejas heterosexuales y homosexuales, mientras que "Partner 2" solo estudió parejas homosexuales, a modo de extender el primer estudio. Las variables principales analizadas fueron el tiempo de mantenimiento de relaciones sexuales sin preservativo, tiempo de tratamiento antirretroviral y de carga viral indetectable. Los resultados finales de "Partner 2" que fueron publicados el 2 de mayo de 2019, muestran que en la población de parejas homosexuales estudiadas, no hubo transmisión de VIH de las parejas con carga viral indetectable a aquellas no infectadas.